# ماتاگامی
ماتاگامی (به فرانسوی: Matagami) شهرکی در  ناحیه نور-دو-کبک در استان کبک کانادا است. در سرشماری سال ۲۰۱۱ این شهرک ۱٬۸۲۸ نفر جمعیت داشته‌است و مساحت آن ۶۴٫۷۵ کیلومتر مربع است.